# História do Haiti
A história do Haiti tem início na autodeterminação do país em 1 de janeiro de 1804, quando da declaração de sua independência do então Primeiro Império Francês. A história do primeiro país latino-americano independente retrata um caminho instável em sua trajetória política, econômica e social até os dias de hoje. Revoltas, golpes e repressões marcaram o povo haitiano que sobrevive a inúmeras violações dos direitos humanos. A "Pérola do Caribe", devido a sua beleza natural tornou-se o Haiti. Para tanto, apresenta-se o espaço fisiográfico para delinear o ambiente dos fatos. Segue os antecedentes históricos que remeteram o país à independência. E por fim, passo a passo, é abordado de forma cronológica os acontecimentos, destacando suas características e relevância para a formação do Haiti de hoje.

## Características do Haiti

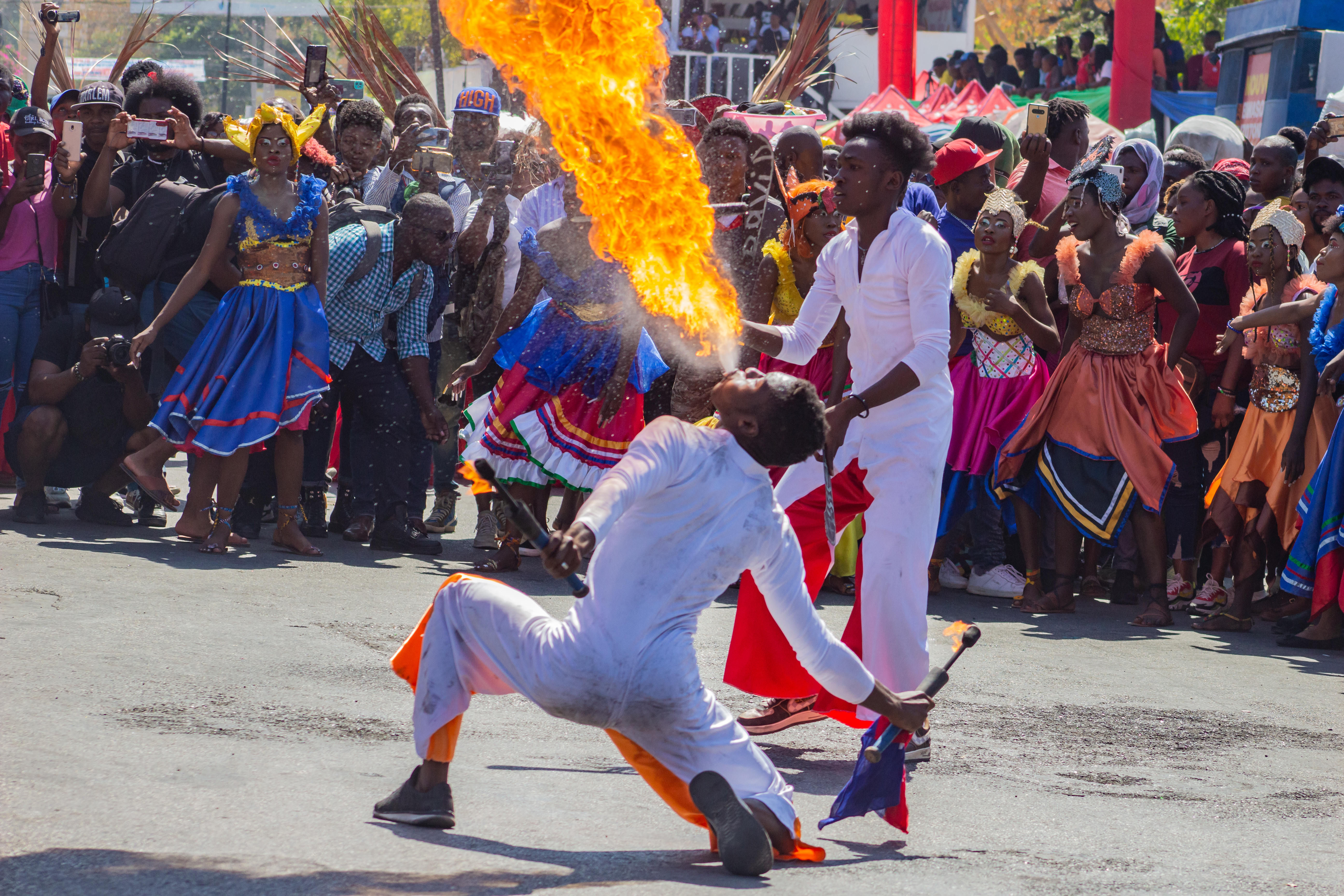
Cuspidor de fogo do Haiti

O Haiti ocupa o terço ocidental da ilha Hispaniola com cerca de 27.750 km² de superfície de forma recortada, isto corresponde a uma área equivalente ao estado brasileiro de Alagoas (27.767 km² — o segundo menor estado da federação brasileira). Ao norte, seu território é banhado pelo oceano Atlântico; ao sul pelo mar do Caribe (ou mar das Antilhas); a oeste pela baía de Gonaïves, Passagem de Windward e estreito da Jamaica; e a leste, compartilha a ilha Hispaniola com a República Dominicana, única fronteira terrestre com cerca de 360 km de extensão. Esta característica insular de sua área lhe confere uma estrutura física predominantemente individual.
O território haitiano tem posição absoluta entre as longitudes 71º e 74º oeste, e latitudes 17º e 20º norte; e está equidistante de Miami nos Estados Unidos e Caracas na Venezuela. Sua posição relativa o coloca na intercessão das áreas de influencia da América do Norte e América Latina e facilita a projeção de rotas aéreas e marítimas para a Europa e África.
O clima é tropical e muito influenciado pela maritimidade. Situado no Circuito de Furacões, há frequentemente incidência de tempestades tropicais e furacões no período de junho à outubro. A temperatura média mínima é de 20 °C e a máxima de 34 °C. A estação das chuvas ocorre duas vezes por ano de abril a junho e entre outubro e novembro. Estas características contribuem para o histórico de frequentes alagamentos.
O relevo da ilha é predominantemente montanhoso. Apresenta dois planaltos que fecham o Golfo de Gonaïves e são separados por vales e outras planícies. Na região sul está localizado o ponto mais alto do país, o Pico La Selle com 2.680 metros de altitude. As formações montanhosas são orientadas no sentido leste - oeste. A cadeia central é composta por rochas cristalinas e está cercada de maciços sedimentares. No litoral predominam as planícies costeiras.
O rio mais importante de todo o território haitiano é o Artibonite, que se origina na península do norte. A sudoeste encontra-se o maior lago da ilha com águas salgadas e cerca de 170 km², o Lago Azuei (Assuey). A hidrografia haitiana tem pouco potencial hidrelétrico. Seu litoral recortado tem grande potencial turístico, como a maioria dos países caribenhos, contudo, muito pouco explorado.
A vegetação predominante é a floresta tropical, porém sofreu grande devastação com o passar do tempo. O Haiti hoje possui vegetação inexpressiva para fins econômicos e para a concentração populacional.
O Haiti tem cerca de 9,65 milhões de habitantes, onde 95% são negros, e estão distribuídos em 299,27 hab/km², e renda per capita de US$ 1.300,00 ao ano. O idioma oficial é o francês e o creole (dialeto oriundo da mistura de línguas africanas, francês, inglês e espanhol).
A capital do país é Porto Príncipe (Port-au-Prince), formada pela conurbação de quatro cidades, o arrondissement de Porto Príncipe, e as comunas de Delmas, Pétionville e Carrefour. A metrópole Porto Príncipe é a principal concentração urbana do país, atraindo cerca de sete milhões de habitantes. Outras cidades importantes são Cabo Haitiano (Cap-Haïtien) e Gonaives, ambas ao norte da capital.
A moeda é o Gourde (HTG). O Produto Interno Bruto (PIB) soma US$ 6,558 bilhões, sendo a agropecuária responsável por 28%, a indústria por 20% e o setor se serviços 52%. A economia cresceu cerca de 2,9% em 2009. E segundo dados de 2003, 80% da população vive abaixo da linha de pobreza e mais da metade como indigente.
Na agricultura os principais produtos são café, cana-de-açúcar, manga, milho, sorgo e arroz. A pecuária é incipiente com pequenos rebanhos equinos, bovinos, caprinos e aves. Em 1997 o país pescou 5,6 mil Toneladas de pescado.
A atividade mineradora extrai mármore, argila e calcário sem volume expressivo. A frágil indústria concentra-se nas áreas alimentícia (farinha e açúcar), têxtil, e  de cimento. A balança comercial do Haiti é deficitária conforme os dados de 2009: exportações de US$ 558,7 milhões e importações de US$ 2,048 bilhões dos principais parceiros comerciais Estados Unidos - 33,11%, República Dominicana - 23,53%, Antilhas Holandesas - 10,75%  e República Popular da China - 5,36%.
Bibliografia

## Antecedentes

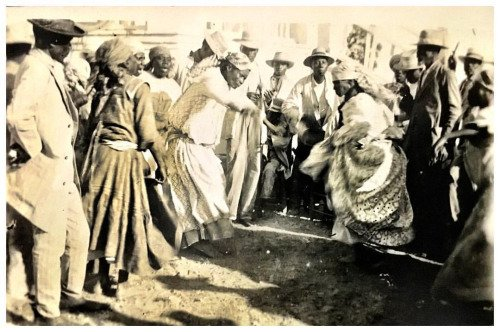
Gonaives no Haiti aproximadamente em 1904.

A despeito das quatro teorias vigentes sobre a origem dos povos pré-colombianos nas Américas, fato é que à chegada de Cristóvão Colombo na ilha existiam ali, como em toda as Antilhas, povos que habitavam a ilha.
Estes primeiros moradores, agora chamados de índios em referência à busca de Colombo pelas Índias, desenvolviam suas próprias culturas e eram senhores das terras agora reivindicadas pela Coroa de Castela.
Diante do apetite voraz da Espanha por lucros, o atual território do Haiti foi palco de sua primeira violência histórica. Em cerca de 25 anos os índios existentes na ilha foram totalmente dizimados. Alguns autores, entre eles o espanhol Frei Bartolomeu, descrevem genocídios praticados pelos colonizadores no interesse exclusivo de explorar as ilhas e sustentar o Metalismo.

### Conquista espanhola
Em 1492, o almirante Cristóvão Colombo, sob a bandeira do Reino da Espanha chega à ilha recém descoberta batizada de Hispaniola. Inicialmente, os espanhóis estabeleceram fortes no litoral; depois da segunda viagem do almirante ao Caribe, a colonização foi estendida para toda a ilha, ocorrendo  numa primeira etapa a escravização dos indígenas para o trabalho na agricultura e cerâmica.
A partir de 1520 a colonização espanhola na região teve sua decadência. Por essa época, praticamente toda a população nativa, composta em sua maioria por índios aruaques e caraíbas, havia sido exterminada pelos Espanhóis.
Depois da decadência espanhola, a partir de 1625, a ilha teve grande influência francesa.
Em 1697 a Espanha e a França assinaram o Tratado de Ryswick, que determina a passagem do controle do terço ocidental de Hispanhola (Haiti) para a França.

### Colonização francesa
A França se lança às Grandes Navegações em um segundo momento. Abrigados na estratégica ilha de Tortuga, os piratas franceses passaram a ocupar partes da ilha. As tropas enviadas para combatê-los acabaram por se estabelecer na sua porção ocidental. Os conflitos com os espanhóis duraram até a porção oeste da ilha passar ao domínio francês.
Durante todo o Século XVIII os franceses incrementaram a formação da lavoura açucareira na região, importando escravos africanos em grande quantidade. Ao começar a Revolução Francesa, viviam na colônia cerca de 500 mil negros, 24 mil mestiços e 32 mil brancos.
O Haiti, proporcionalmente a seu território e sua rentabilidade, podia ser considerado como uma das mais ricas colônias da América, a "Pérola do Caribe". Sua produção açucareira foi tão expressiva que contribuiu com a decadência da monocultura canavieira no Brasil colônia.

## Independência
O Haiti foi o primeiro país latino-americano a declarar-se independente. Os movimentos insurrecionais da população escrava, numericamente com uma superioridade esmagadora, começaram a se tornar frequentes. Em 1754 havia 465 mil escravos, e a classe dominante era composta por apenas 5 mil brancos, sendo o restante de negros e mulatos livres e brancos pobres. Nesse ano desencadeou-se a revolta do escravo Mackandal, que utilizou os ritos do vodu para aterrorizar os senhores e unir os escravos contra eles. Após quatro anos de guerrilhas, Mackandal foi preso e condenado à fogueira como feiticeiro, traído por um dos seus; mas diz-se que fugiu pouco antes da execução. Em consequência, os franceses passaram a reprimir o vodu.
A Revolução Francesa, com seus ideais de liberdade, foi o estopim para outra revolta, liderada pelo mulato Vicente Ogé, que acabou preso e supliciado na roda. Mas a rebelião se espalha e os escravos passam a fugir em massa e massacrar seus senhores, estimulados pela própria dissensão entre os brancos sobre o apoio aos revolucionários na França ou a independência da colônia. Financiados pelos ingleses e espanhóis, inimigos dos franceses, negros e mulatos se unem sob a liderança de Toussaint l'Ouverture, um escravo negro que aprendera a ler e adquirira certa cultura intelectual. Em 1794, a França declara a abolição da escravidão nas colônias, conseguindo que Toussaint passasse a apoiar as autoridades francesas. Pouco a pouco seu prestígio foi crescendo entre brancos e negros. Em 1801, após derrotar os ingleses e espanhóis, Toussaint preparou a independência do Haiti como um estado associado à França revolucionária. Em seguida, cuidou da volta dos ex-escravos à lavoura do país quase devastado e preparou um projeto de constituição. Entretanto, o novo governo revolucionário francês, sob o comando do cônsul Napoleão Bonaparte, rejeitou a proposta de Toussaint e mandou o general Leclerc para recuperar a rica colônia. Valendo-se da traição, Leclerc enviou Toussaint para a França, onde morreu prisioneiro. Porém, um dos generais de Toussaint, o ex-escravo e analfabeto Jean-Jacques Dessalines continuou a rebelião e expulsou as tropas francesas, proclamando a independência em 1 de janeiro de 1804. Nomeado governador da ilha, Dessalines se proclama imperador, como Napoleão, e unifica a ilha. Dois anos depois, é deposto e morto e o país tem o controle dividido entre Henri Christophe, que funda um reino ao norte, e Alexandre Pétion, liderando uma república ao sul, e voltando o leste aos espanhóis. A unificação do país só acontece em 1820 sob o governo de Jean-Pierre Boyer, que governou como ditador até 1843.

## Intervenção norte-americana
Entre a deposição de Boyer e a intervenção dos Estados Unidos, o Haiti conheceu vinte e um governantes que tiveram final trágico. Digno de nota foi Faustin Solouque, que, nomeado presidente em 1847, conquistou a República Dominicana em 1849 e foi proclamado imperador, promovendo um renascimento das práticas vodus e apoiando-se nos negros. A luta pela independência dos dominicanos levou à derrocada de seu governo, tendo sido deposto em 1858 e exilado. Dos demais governantes, um presidente foi envenenado, outro morreu na explosão de seu palácio, outros foram condenados à morte e um deles, Vilbrum Sam, foi linchado pelo povo. A economia caótica e a instabilidade institucional levaram os Estados Unidos a intervir no país a fim de cobrar a dívida externa. Em 1905, passaram a controlar as alfândegas e, em 1915, invadiram militarmente a ilha e assumiram o governo.
A intervenção reorganizou as finanças e impulsionou o desenvolvimento da nação. Os americanos impuseram uma nova constituição e se comprometeram a respeitar a soberania do país. Seguiram-se sucessivos governos da elite mulata. A presença das tropas americanas pareciam impedir a guerra civil, porém não puderam conter a fragilidade dos governos nem a constante oposição dos nacionalistas, que não desejavam a continuidade das tropas estrangeiras. Em 1934, os Estados Unidos retiraram suas tropas e, em 1941, abdicaram do controle alfandegário.
 A Gendarmeria fiscalizava o cumprimento de uma lei norte-americana que revivia a prática de trabalhos forçados no Haiti (corvée). A lei oficialmente requeria que os camponses haitianos trabalhassem, de graça, nas estradas por três dias ao ano. Entretanto, em alguns casos, os trabalhadores eram forçados a trabalhar de graça amarrados com cordas durante semanas, e até meses.— History Commons, US-Haiti (1804-2005)
Revoltados por essa lei, que fazia os Haitianos lembrarem dos tempos da escravidão Francesa, Charlemagne Péralte e Benoit Batraville lideraram uma rebelião, envolvendo 40.000 pessoas, na região montanhosa do norte do Haiti, que atacou e derrotou as forças policiais locais, chegando a ocupar a região durante algum tempo.

## Era Magloire
Em 1946, uma rebelião popular derruba o presidente mulato Elis Lescot, levando ao poder o negro Dumarsais Estimé, que é destituído por um golpe militar liderado por Raoul Magloire em 1950. Durante o governo de Magloire, é promulgada uma nova constituição que, pela primeira vez, dá ao povo haitiano o direito de eleger diretamente o presidente. Magloire, porém, decide perpetuar-se no poder com o apoio do exército, o que provoca uma violenta reação popular, resultando na renúncia do presidente. Segue-se novo período de instabilidade: nos nove meses seguintes à queda de Magloire, o Haiti conhece sete governantes diferentes. Finalmente, em 1957, após eleições de validade duvidosa, é eleito o intelectual negro François Duvalier.

## Era Duvalier
O período mais sombrio na história do Haiti iniciou-se em 1957 com a ditadura de François Duvalier. Médico sanitarista com certo prestígio mundial, devido a suas ligações com o movimento negro, realizara excelente trabalho junto às populações rurais no combate à malária, sendo apelidado de Papa Doc (papai médico). O regime montou um aparato de repressão militar que perseguiu seus opositores, torturando-os e assassinando muitos deles. A repressão era encabeçada pela milícia secreta dos tontons macoutes, cuja tradução livre é: "bichos papões". Apoiado no vodu, Papa Doc morreu em 1971, após ter promulgado uma constituição em 1964 que lhe dera um mandato vitalício e ter conseguido que seu filho menor fosse declarado seu sucessor. Seu filho Jean Claude Duvalier, o Baby Doc, que assumiu o poder aos 19 anos, deu continuidade ao regime ditatorial imposto pelo pai. Governou até 1986, quando foi deposto por um golpe militar. Os militares que assumiram o poder sucederam-se no governo por vários anos. A esperança de redemocratização surgiu em 1990, quando ocorreram eleições livres e a população elegeu o padre salesiano Jean-Bertrand Aristide para presidente.

## Era Aristide
O Haiti de 1986 a 1990 foi governado por uma série de governos provisórios. Em 1987, uma nova constituição foi feita. Em dezembro de 1990, Jean-Bertrand Aristide foi eleito com 67% dos votos. Porém poucos meses depois, Aristide foi deposto por um novo golpe militar e a ditadura foi restaurada no Haiti.
Em 1994, Aristide retornou ao poder, com auxílio do Estados Unidos. Mesmo assim, o ciclo de violência, corrupção e miséria não foi rompido. Em dezembro de 2003, sob pressão crescente foge para a África e o Haiti sofre intervenção internacional pela ONU.
No início de 2010 o país passa pela pior tragédia natural da história em 12 de janeiro um terremoto assola o pais que praticamente atinge toda a capital de porto príncipe aonde milhares pessoas morrem e outras ficam sem tecto e sem comida. O pais atualmente convive com a ajuda de ONG de todo o mundo e no dia 28 de novembro estão marcadas as eleições para esse país sofrido mas muito guerreiro com um povo alegre e acima de tudo esperançoso.

## Era Preval
Após ter estudado gestão de negócios na Faculdade de Gembloux na Bélgica e biologia na Universidade de Pisa na Itália, René Garcia Préval elegeu-se, antes de ser Presidente, Primeiro Ministro no período de 13 de fevereiro a 11 de outubro de 1991, durante o governo de Aristide. Nasceu em Porto Príncipe em 1943 e em sua vida política envolveu-se com ideais de natureza socialista.
Empossado em 7 de fevereiro de 1996 governou o Haiti até 7 de fevereiro de 2001, no primeiro mandato. Em 7 de maio de 2006 assume o segundo mandato, até 14 de maio de 2011, quando passa a presidência para Martelly, eleito por voto direto em segundo turno.
A marca de seus governos foi o exercício democrático. Apesar das questões de fraudes eleitorais, manipulação do sistema eleitoral, entre outros, fato é que Préval foi o primeiro presidente eleito por voto direto que terminou seu mandato de forma democrática. Préval iniciou uma tímida retomada do crescimento do país antes do terremoto de 2010. Mas a crise financeira mundial de 2008, quase anulou seus esforços para minimizar a pobreza do país.
A presença da MINUSTAH (ONU) no país garantiu a pacificação interna, o desarmamento da população e a estabilidade necessárias para as indispensáveis ações sociais, políticas e econômicas que o país necessita. René Préval pôde desfrutar de parte desta estabilidade, pelo menos até janeiro de 2010. Porém, as mediadas tomadas não atingiram seus objetivos esperados e o país continuou mergulhado na recessão.
Contudo, Préval enfrentou seu maior desafio no pós-sismo de janeiro de 2010. Se havia algum desenvolvimento no Haiti, em 12 de janeiro de 2010 foi destruído pelo sismo que arrasou Porto Príncipe, deixando milhares de mortos e desabrigados. Os problemas de ordem social ganharam nova dimensão internacional. Préval teve sua imagem desgastada diante de tanta tristeza e falta de recursos.

## Sismo de 12 de janeiro de 2010
O sismo ocorrido no Haiti em 12 de janeiro de 2010 colocou de joelhos a já sofrida população, devastando a capital Porto Príncipe, e quase destruindo o palácio presidencial [carece de fontes?].

## Era Martelly
Michel Martelly, de 50 anos, ex-cantor de Rap, chega à presidência do Haiti após uma longa crise que começou com o pleito presidencial de 28 de novembro de 2010. Entre os dezoito candidatos que participaram da eleição, Martelly venceu um segundo turno conturbado com os concorrentes: a ex-primeira-dama Mirlande Manigat e o governista Jude Célestin.
Martelly é o 56.º presidente na história do Haiti, e recebeu a faixa das mãos do presidente da Assembleia Nacional, Rodolphe Joazile, sucedendo a René Préval que teve a imagem desgastada ao enfrentar o desafio de iniciar a reconstrução do país após o sismo de janeiro de 2010.